# Symbat I Męczennik
Symbat I Męczennik (orm. Սմբատ Ա.) – król Armenii z dynastii Bagratydów panujący w latach 890–912. Syn Aszota I i ojciec Aszota II.
Okres jego panowania wypełniają wojny przeciwko Arabom i buntującej się szlachcie ormiańskiej. Walki z kalifatem Symbat prowadził ze zmiennym szczęściem. Do klęski przyczynili się dwaj możnowładcy ormiańscy Gagik Arcruni i Sparapet Aszot, którzy zbuntowali się przeciwko królowi armeńskiemu i ogłosili się niezależnymi książętami na ziemiach będących w ich posiadaniu. Opuszczony przez sojuszników Symbat został zamordowany.